# Molotov–Ribbentrop-paktum
A német–szovjet megnemtámadási szerződés (közismertebb elnevezéssel Molotov–Ribbentrop-, kevésbé elterjedt kifejezéssel Hitler–Sztálin-paktum) Moszkvában 1939. augusztus 23-án Vjacseszlav Molotov szovjet és Joachim von Ribbentrop német külügyminiszter által aláírt megállapodás. A szerződéshez csatolt titkos záradékban megállapodtak Európa keleti térségeinek érdekszférákra történő felosztásáról.

## Előzmények
Mind a szovjet, mind a német részről a paktum megkötésének fő motivációja az volt, hogy elkerüljék a kétfrontos háborút, illetve, hogy megakadályozzák, hogy a másik fél összefogjon az angol–francia szövetséggel.
A Szovjetunió a világpolitikát a nemzetközi szinten folyó osztályharcnak és a rendszerek versenyének tekintette a lenini „ki kit győz le” szemlélet jegyében. Ennek szellemében a szovjet vezetés a 30-as évek közepétől nem látott különbséget a nyugati demokráciák, illetve Hitler állama között. Mindkettőt ugyanazon kapitalizmus enyhébb, illetve terrorisztikusabb változatának tartották, mely a szovjet rendszer legyőzésére törekszik. A szovjet bizalmatlanságot a németek és a nyugati demokráciák összejátszását illetően egyfelől a hitleri agresszióval szembeni nyugat-európai megbékélési politika, illetve a francia–angol–német együttműködés (müncheni egyezmény, végül pedig a maradék Csehszlovákiának 1939 márciusában történő német bekebelezése, és ennek angol–francia részről történő szó nélkül hagyása), másfelől pedig a német–japán–olasz antikommunista együttműködés megszületése (Antikomintern Paktum) táplálta. Ezt a szovjet félelmet tükrözte a fasizmusnak a Komintern által megfogalmazott definíciója is, amely szerint ,,a fasizmus a finánctőke legreakciósabb, legagresszívabb, legsovinisztább csoportjainak nyílt terrorisztikus diktatúrája". A definíció értelmében a finánctőke uralmának csak egyik változata a fasizmus, mely csak a hatalomgyakorlás módjában tér el a nyugat-európai demokráciák rendszerétől. Emiatt a Szovjetunió elemi érdekének tűnt, hogy éket verjen a nyugati demokratikus államok és a Szovjetuniót a Távol-Keleten fenyegető Japánnal szövetséges Németország potenciális szövetsége közé, és ezzel megakadályozza azok imperialisztikus és szovjetellenes törekvéseit. A vélelmezett fasiszta–demokrata egységfront fellazítására Sztálin az ún. „gesztenye-beszédben” tett először kísérletet. Az 1939. március 10-i beszédében kijelentette, hogy a nyugati államok várhatják, hogy a Szovjetunió saját magát megégetve az ő javukra kaparja ki a gesztenyét, azaz fékezi meg a fasiszta agresszort Csehszlovákia megcsonkítása után. Sőt deklarálta békülési szándékát a Harmadik Birodalommal, az állítólagos náci–kommunista szembenállást nyugati aknamunkának tüntetve fel:
„ Az angol, a francia és az észak-amerikai sajtó az harsogja, hogy a németek kézben tartják a 700 ezres ún. Kárpát-Ukrajnát, s még ez év tavaszán Szovjet-Ukrajnát 30 millió lakosával együtt az ún. Kárpát-Ukrajnához csatolják. Úgy tűnik, mintha ez a gyanús lárma azt a célt szolgálná, hogy mérgezze a légkört és konfliktust provokáljon Németországgal anélkül, hogy ennek látható okai lennének...Közel áll a gondolat, hogy mintegy vételárként cseh területeket adnak a németeknek a Szovjetunió elleni háború megkezdéséhez, a németek azonban vonakodnak végrehajtani a fordulatot, s hitelezőinek ajtót mutatnak ”
A náci Németország a németek lakta területek egyesítésére, illetve a náci lebensraum megteremtésére törekedett. Ennek érdekében Hitler célja az első világháborús antant szövetség felújításának megakadályozása, és így egy kétfrontos háború elkerülése volt. A 30-as években a Führer sikeresen használta ki a versailles-i békerendszer belső ellentmondásait (nemzeti önrendelkezési jog megadása mindenkinek – kisebbségi sorban élő németek), illetve sikeresen győzte meg nyugati tárgyalópartnereit békülési szándékáról (1935-ös angol–német flottaegyezmény, részvétel a leszerelési tárgyalásokon). A Harmadik Birodalom ennek során erősen antikommunista politikai irányvonalat képviselt a nemzetközi politikában, melynek leginkább látható jele a már idézett Antikommintern Paktum volt. A Führer ezzel sikeresen használta ki a nyugati politikusoknak a kommunista modell importálásától való félelmeit.
Sztálin 1939. március 10-i beszédét követően azonban a húszas évek után újra megtörtént a német és szovjet fél közötti kapcsolatfelvétel. Első lépésként a kereskedelmi és a gazdasági kapcsolatok helyreállítása történt meg, a politikai és katonai együttműködés létrejöttét tükröző paktum megkötésének apropóját azután a danzigi német korridor ügye szolgáltatta. Hitler Csehszlovákia bekebelezése után Lengyelországhoz intézett ultimátumot a Danzig körüli német enklávé ügyében. A nyugati demokráciák azonban 1939. márciusi nyilatkozatukkal eltérően a müncheni egyezménytől – határozottan kiálltak Lengyelország mellett. 1939. április 15-én angol–francia–szovjet tárgyalások kezdődtek Moszkvában a Lengyelországnak nyújtandó kölcsönös segítségnyújtásról, melyek azonban 1939. augusztus 21-én kudarcba fulladtak, mivel Sztálin nem kapta meg az általa szükségesnek tartott katonai biztosítékokat, illetve a lengyel területen való szabad szovjet áthaladást egy német–szovjet háború esetére. A május óta Japánnal is hadban álló Szovjetunió ekkor döntött végleg a német opció mellett.

## Molotov-Ribbentrop-paktum

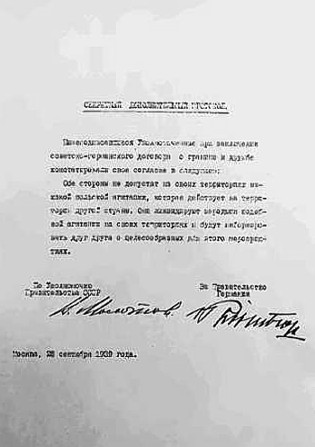
A titkos záradék Molotov és Ribbentrop kézjegyével

A paktum két részből állt. A nyilvános része egy a Német Birodalmi Kormány és a Szovjet Szocialista Köztársaságok Szövetségének Kormánya közötti megnemtámadási és együttműködési egyezményt tartalmazott.
Ennek értelmében a részt vevő felek:
- tartózkodtak az egymás ellen irányuló minden erőszakos ténykedéstől, minden támadó cselekménytől és minden támadástól, akár külön, akár más hatalmakkal együtt
- tartózkodtak olyan katonai szövetséghez csatlakozni, illetve olyat támogatni mely a másik ellen háborús cselekedeteket hajt végre

E célok megvalósulása érdekében a felek kikötötték, hogy folyamatosan érintkezésben maradnak, illetve, hogy az egymással szemben felmerülő problémákat, illetve vitás kérdéseket békés eszmecsere, vagy békéltetőbizottság útján fogják tisztázni.
A szerződést tíz év időtartamra kötötték meg, azzal a kikötéssel, hogy amennyiben azt egy esztendővel e határidőnek a lejárta előtt egyik Szerződő Fél sem mondja fel, ennek a szerződésnek a hatálya automatikusan további öt évre meghosszabbítottnak tekintendő. Noha a lehető leggyorsabb ratifikációt írták elő, a ratifikációs okmányoknak Berlinben való kicserélésével, a ratifikációs folyamat szeptember 24-én, tehát már a háborús események közepén zárult le.
A paktum második része titkos volt, és a két nagyhatalom érdekszféra-elhatárolását tartalmazta. Ennek értelmében:
- a balti államok (Finnország, Észtország, Lettország, Litvánia) területén a majdani szovjet-német határt Litvánia északi határa alkotja majd, elismerve Litvániának a vilnai területhez fűződő érdekét
- a lengyel államhoz tartozó területeken Németország és a Szovjetunió érdekszféráját hozzávetőleg a Narev, a Visztula és a Szan folyók vonala határolja el
- egy független lengyel állam további fenntartásának kérdését a további politikai fejlemények során fogják a felek tisztázni, barátságos megegyezés útján
- Délkelet-Európa vonatkozásában szovjet részről hangsúlyozták érdeküket Besszarábiát illetően, német részről hangsúlyozták a teljes politikai érdektelenséget ezeken a területeken.

## A paktumot követő események

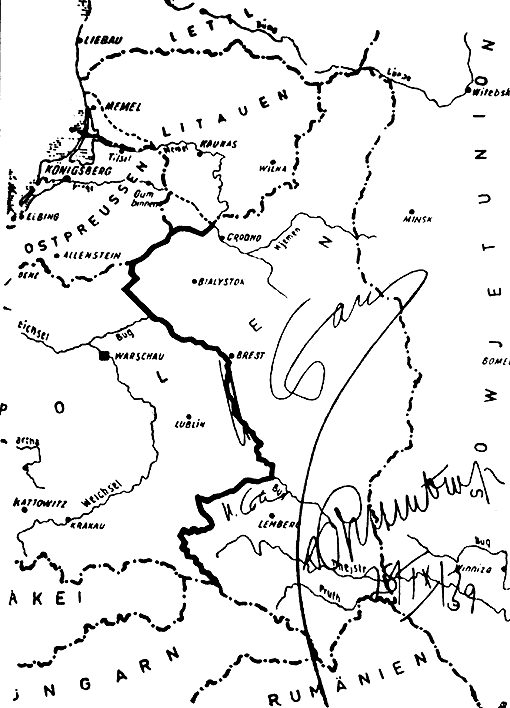
Az 1939. szeptember 28-i megállapodás Ribbentrop és Sztálin aláírásával

1939. szept. 1-jén Németország megtámadta Lengyelországot, majd 1939. szeptember 17-én a Szovjetunió is csatlakozott Lengyelország inváziójához. A paktum szellemében szeptember 28-án szovjet-német "barátsági és határegyezmény" született. Ez egyfelől garantálta, hogy nem jöhetett létre semmiféle lengyel állam, másfelől pedig Sztálin, hogy elkerülje a konfliktust a Lengyelország területi épségét szavatoló nyugati demokráciákkal, a szovjet befolyást a Curzon-vonalig (a Bug vonalában) korlátozta, átengedve a németeknek Varsó és Lublin vajdaságokat. Cserébe viszont Litvánia nagyobb része szovjet érdekszférába került. A következő hónapok során a Szovjetunió bekebelezte a balti államokat, és Besszarábiát. Litvánia 1940. nyári szovjet okkupációját követően a német kisebbség lakta marijampoléi területért a Szovjetunió külön 7,5 millió aranydollárt fizetett Németországnak, a német lakosságot pedig a birodalomba telepítették át. Németország hozzávetőlegesen 118 ezer négyzetkilométer, a Szovjetunió pedig 200 ezer négyzetkilométer területtel gyarapodott. A volt lengyel területek egy része a náci, másik része a szovjet birodalomhoz került, a fennmaradó részen pedig létrejött a Hans Frank vezette Főkormányzóság. A szovjetek által uralt zónában fogságba esett lengyel tiszteket 1940 folyamán a szovjetek kivégezték.

## Utóélet
A megállapodások meghasonlást idéztek elő a kommunista és munkáspártok körében, megtépázták a harmincas években kibontakozó antifasiszta népfrontmozgalmakat, de romboló hatással voltak a szovjet társadalomban is, ahol addig az első számú ellenségnek és veszélynek a német nemzetiszocializmust minősítették.
A háború után Moszkva tagadta a titkos szerződés létezését és megtiltotta a tudományos kutatást ezen a területen. 1946 áprilisában Molotov parancsára eltüntették a paktum szovjet levéltárban fellelhető példányát. A szerződés egy példánya azonban fennmaradt: Ribbentrop rendelete értelmében a paktumot mikrofilmre másolták, amelyből egy tekercset 1945 februárjában Mülhausenben a német külügyminisztérium egyik munkatársa elásott. Ezt az amerikai csapatok a németek útmutatása alapján megtalálták, majd 1948-ban Londonban publikálták. 
1979. augusztus 23-án Moszkvában megjelent egy nyilatkozat, amelyet 45-en írtak alá (többnyire litvánok, de néhány lett és észt is volt köztük), amely követelte a Kelet-Európa felosztásáról szóló jegyzőkönyv nyilvánosságra hozatalát, és a paktum semmissé nyilvánítását. Az aláírókat a rendőrség zaklatni kezdte; többet közülük letartóztattak, és börtönbüntetésre és száműzetésre ítéltek.
A Szputnyik című szovjet lap 1988. októberi számában szó esett a titkos záradékról; emiatt az NDK-ban a lapot törölték a hírlapkereskedelmi listáról.
1989. május 23-án Varsóban egy lengyel-szovjet történész bizottság megerősítette a titkos záradék létét. 1990 februárjában Moszkvában a titkos záradék orosz nyelvű gépelt másolatáról mutattak be fénymásolatot, majd 1992 októberében az orosz nyelvű eredetit is megtalálták az SZKP archívumában.
1990 augusztusában a Litvánia, Lettország és Észtország kétmillió lakója 600 kilométeres élőláncot alkotott, hogy így emlékeztessenek a náci Németország és a Szovjetunió által aláírt Molotov–Ribbentrop‑paktum ötvenedik évfordulójára, valamint, hogy kinyilvánítsák függetlenségi törekvéseiket.
Az Európai Parlament 2009 áprilisában állásfoglalást szavazott meg a totalitárius rendszerekről, és ebben javasolták, hogy a paktum aláírásának dátuma legyen a totalitárius diktatúrák áldozatainak európai emléknapja.
2009-ben az Élet és Irodalom, 2012-ben pedig a Népszabadság hasábjain történészvita bontakozott ki a paktum megítéléséről.

### A történészvita dokumentumai
- http://magyarnarancs.hu/belpol/a_molotov-ribbentrop-paktum_-_az_arulo_sztalin_te_vagy-72152
- http://nol.hu/lap/forum/20110715-sztalin_csizmajat_chamberlein_es_daladier_talalta_hitler_asztalara
- https://web.archive.org/web/20120618050132/http://nol.hu/lap/forum/20110721-lenin__sztalin__hitler_es_krausz
- http://nol.hu/lap/forum/20110628-uzletfelek__hitler_es_sztalin
- http://nol.hu/archivum/20110708-hogy_kerul_sztalin_csizmaja_hitler_asztalara_
- http://www.es.hu/?view=doc;24085
- MITROVITS MIKLÓS Egy paktum furcsa évfordulója ÉS : PUBLICISZTIKA – LIII. évfolyam 36. szám, 2009. szeptember 4.
- UNGVÁRY KRISZTIÁN Egy paktumról ÉS : VISSZHANG – LIII. évfolyam 38. szám, 2009. szeptember 18.
- MITROVITS MIKLÓS A történelem átértelmezése? ÉS : VISSZHANG – LIII. évfolyam 39. szám, 2009. szeptember 25.
- SZÉKELY GÁBOR Egy vita margójára ÉS : VISSZHANG – LIII. évfolyam 43. szám, 2009. október 22.
- http://www.es.hu/karsai_laszlo;idoutazas_hitlerrel_sztalinnal_es_trockijjal;2009-10-04.html Archiválva 2016. április 3-i dátummal a Wayback Machine-ben
- http://www.es.hu/karsai_laszlo;velemenyek_es_tenyek;2009-11-29.html
- http://www.es.hu/index.php?view=doc;24344
- http://www.es.hu/index.php?view=doc;24153
- http://www.es.hu/index.php?view=doc;24210

## Kapcsolódó szócikk
- Német–lengyel megnemtámadási egyezmény